# 沃祖全
沃祖全（1933年3月—2022年2月26日），男，浙江宁波人，中国建筑设计师、政治人物，中国农工民主党中央委员会常务委员、江西省委员会主任委员，江西省政协原副主席，第八、九届全国政协委员。